# Phân thứ bộ Vượn cáo
Lemuriformes hay còn gọi là cận bộ Vượn cáo, phân thứ bộ Vượn cáo là một cận bộ gồm các loài động vật có vú thuộc thuộc phân bộ Strepsirrhini của Bộ Linh trưởng. Chúng bao gồm các loài vượn cáo ở Madagascar, cũng như các loài Galago và những con cu li ở châu Phi và châu Á, mặc dù một phân loại thay thế phổ biến đặt các loài Cu li trong một cận bộ riêng của chúng đó là cận bộ Cu li (Lorisiformes). Linh trưởng thuộc cận bộ Vượn cáo-Lemuriform được đặc trưng bởi các yếu tố cấu trúc cơ thể mang tính riêng biệt của chúng.

## Tổng quan
Lemuriform nguồn gốc không rõ ràng và gây tranh cãi. Nhà cổ sinh vật học Mỹ là Philip Gingerich đề xuất rằng loài linh trưởng lemuriform tiến hóa từ một trong một số chi của adapids châu Âu dựa trên sự tương đồng giữa hàm răng dưới trước adapids và đồ chà răng của lemuriforms còn tồn tại, Tuy nhiên, quan điểm này không được hỗ trợ mạnh mẽ do thiếu các hóa thạch chuyển tiếp rõ ràng. Thay vào đó, lemuriforms có thể có nguồn gốc từ một nhánh rất sớm của cercamoniines ở châu Á hoặc sivaladapids đã di cư đến Bắc Phi.
Mãi cho đến những khám phá của ba hóa thạch lorisoids 40 triệu năm tuổi (Karanisia, Saharagalago, và Wadilemur) trong các mỏ El Fayum của Ai Cập từ năm 1997 đến năm 2005, lemuriforms lâu đời nhất được biết đến từ những năm đầu Miocen (~ 20 Ma) của Kenya và Uganda. Những phát hiện mới cho thấy rằng loài linh trưởng lemuriform đã có mặt trong thế Eocen giữa và rằng dòng lemuriform và tất cả các đơn vị phân loại của strepsirrhini khác đã tách ra trước đó. 

## Tiến hóa
Dự toán đồng hồ phân tử chỉ ra rằng các loài vượn cáo và lorisoids tách ra ở châu Phi trong thế Paleocen, khoảng 62 mya. Giữa 47 và 54 mya, vượn cáo phân tán đến Madagascar qua việc trôi nổi trên các mảng bè. Trong điều kiện cách ly cách ly và cô lập hoàn toàn, loài vượn cáo tiến hóa trở nên đa dạng. Tại châu Phi, lorises và galagos tách ra trong Eocen, khoảng 40 mya. Không giống như các loài vượn cáo ở Madagascar, chúng đã phải cạnh tranh với những con khỉ không đuôi (ape) và vượn, cũng như động vật có vú khác.
Trong Phân bộ Strepsirrhini, hai cách phân loại phổ biến bao gồm cả hai cận bộ (Adapiformes và cận bộ vượn cáo) hoặc ba cận bộ (Adapiformes, cận bộ vượn cáo, Lorisiformes). Một phân loại ít phổ biến đặt họ khỉ Aye-aye (Daubentoniidae) trong một cận bộ riêng của mình, Chiromyiformes. Khi Strepsirrhini được chia thành hai cận bộ, các nhánh có chứa tất cả các động vật linh trưởng có thể được gọi là "lemuriforms". Khi nó được chia thành ba cận bộ, thuật ngữ "lemuriforms" chỉ đề cập đến loài vượn cáo Madagascar.